# Na Forbacha
Na Forbacha (irisch und offiziell, anglisiert Furbo oder Furbogh) ist ein kleiner Ort an der Westküste Irlands in Connemara. Der Ort hat 868 Einwohner (Stand 2022).

## Lage
Na Forbacha liegt etwa zwölf Kilometer westlich vom Stadtzentrum Galways an der Galway Bay. Durch die Siedlung führt die R336 von Galway kommend über An Spidéal nach Leenaun. 

## Gaeltacht
Na Forbacha gehört zum irischsprachigen Gebiet (Gaeltacht) Cois Fharraige (dt. „am Meer“). Es handelt sich dabei um das Gebiet westlich von Galway. Im Ort befindet sich die  staatliche Einrichtung für die Gaeltacht, Údarás na Gaeltachta.

## Sehenswürdigkeiten
Eine besondere Sehenswürdigkeit ist die katholische Kirche Stella Maris mit einem Mausoleum von 1860. Aus der gleichen Zeit stammt Carraig Mór House.

## Persönlichkeiten
- Aifric Keogh (* 1992), Ruderin, Bronzemedaillengewinnerin bei den Olympischen Spielen 2024